# Świece japońskie

Wykres świecowy dla EUR/USD w okresie październik 2009

Biała świeca

Czarna świeca

Świece japońskie (wykresy świecowe, wykresy Sakata) – jedna z najstarszych metod analizowania oraz konstrukcji wykresów. Teoria świec japońskich rozwija się od kilkuset lat i przez to istnieją już dziesiątki rodzajów formacji oraz sposobów ich nazewnictwa.
Przyjmuje się, że metoda ta została wynaleziona w XVIII wieku przez legendarnego, japońskiego kupca handlującego ryżem Munehisę Homma. Inwestorzy japońscy uważali, że inwestowanie jest tożsame z wojną i przed każdym ruchem należy przygotowywać strategię. Każda formacja cenowa jest rozpoznawana i rozpatrywana niczym ustawienie wojsk, wokół którego należy przygotować strategię na każdą ewentualność zarówno spadku jak i wzrostu cen. Do Europy oraz Stanów Zjednoczonych dotarła dosyć późno, bo dopiero w latach 90. XX wieku. Jej propagatorem, przede wszystkim w USA jest Steve Nison, autor książki „Świece i inne japońskie techniki analizowania wykresów”. Obecnie wskazania świec to dla wielu profesjonalnych inwestorów podstawowy warsztat analityczny, który przyjął się także w Polsce.
Ogólnie mówiąc im większy rozkład czasowy, tym istotniejsza jest wartość prognostyczna formacji świecowych. Należy również zwrócić uwagę, że aby analiza świecowa była wiarygodna oprócz odpowiedniego okresu potrzeba również odpowiedniej wielkości obrotu.
Niektórzy autorzy starają się sprawdzić efektywność i skuteczność poszczególnych kształtów i formacji świecowych. Najbardziej znane opracowanie należy do Thomasa Bulkowskiego. W swojej „Encyclopedia of Candlestick Charts” opisał 103 formacje, wraz ze statystykami amerykańskiego rynku akcji (skuteczność formacji, zasięg spadków lub wzrostów, częstość występowania. Na rynku polskim pełne kompendium świec japońskich można znaleźć w książce „Leksykon formacji świecowych”. Autorzy zebrali informacje o formacjach świecowych opisanych przez Gregory Morrisa, Steve Nisona, Seiku Shimizu, Thomasa Bulkowskiego i uporządkowali sprzeczne czasami informacje o formacjach. Dodatkowo sprawdzili skuteczność poszczególnych formacji na rynku polskim (obejmującym rynek akcji, kontraktów terminowych oraz indeksy).

## Budowa świecy
Do zbudowania świecy japońskiej potrzebne są cztery elementy:
- cena otwarcia z badanego okresu,
- cena zamknięcia z badanego okresu,
- najniższa cena z badanego okresu,
- najwyższa cena z badanego okresu.

Ceny otwarcia i zamknięcia określają krańce korpusu świecy oraz jego barwę. Jeśli od początku badanego okresu cena wzrosła, korpus ma kolor biały z ceną otwarcia u dołu i zamknięcia u góry. W przeciwnym wypadku korpus jest czarny z ceną otwarcia u góry i zamknięcia u dołu. Ekstrema cenowe decydują o długości górnego i dolnego cienia.
W specyficznych przypadkach świeca może nie posiadać korpusu, cieni lub składać się wyłącznie z poziomej kreski.
Spotykane są również inne konwencje dotyczące kolorów świecy. W programach komputerowych, dla ułatwienia wydruku, świece białe są zazwyczaj niepokolorowane.

## Podstawowe świece

Biała świeca – długi korpus
Czarna świeca – długi korpus
Biała świeca – krótki korpus
Czarna świeca – krótki korpus
Długi górny cień
Długi dolny cień
Białe marubozu
Czarne marubozu
Biała szpulka
Czarna szpulka
Młot
Spadająca gwiazda (odwrócony młot)
Doji
Długonogie doji
Ważka doji
Nagrobek doji

## Formacje świecowe
Formacje świecowe odzwierciedlają zachowanie się inwestorów na rynku, powstają w wyniku połączenia kilku świec na wykresie, lecz należą do nich również pojedyncze świece.
Japońskie formacje świecowe dzielimy na dwie grupy: odwrócenia trendu oraz kontynuacji trendu.

### Formacje odwrócenia trendu
Formacje odwrócenia zapowiadające hossę:
- Długi biały korpus
- Młot
- Odwrócony młot
- Formacja objęcia hossy

Formacje odwrócenia zapowiadające bessę:
- Długi czarny korpus
- Wisielec
- Spadająca gwiazda
- Formacja objęcia bessy

### Formacje kontynuacji trendu
- Formacje kontynuacji bessy
- Formacje kontynuacji hossy